# Frédéric Devreese
Frédéric (Frederik) ridder Devreese (Amsterdam, 2 juni 1929 – Ukkel, 28 september 2020) was een Belgisch componist en dirigent.

## Familie
Hij was de zoon van dirigent en componist Godfried Devreese, die in de periode van zijn geboorte in het Concertgebouworkest speelde, en de violiste Frederika Willemina (Willy) Gaillard. Zowel grootvader van vaders kant (dirigent) als van moeders kant (cellist) waren musici.
In 1966 trouwde hij met Annie Declerck (1934-2021), journaliste en producer bij de BRT, dochter van provinciegouverneur Richard Declerck (1899-1986). In 2020 overleed hij op 91-jarige leeftijd.

## Levensloop
Hij kreeg de eerste muziekles van zijn vader, die toen directeur van het Muziekconservatorium te Mechelen was. Aan het Koninklijk Conservatorium te Brussel volgde hij de compositieklas van Marcel Poot en orkestdirectie studeerde hij bij René Defossez. Na zijn militaire dienst voltooide hij zijn studies aan het Sweelink-Conservatorium te Amsterdam in de vakken contrapunt en fuga bij onder anderen Ernest Willem Mulder. Daarna ging hij naar Rome en studeerde aan de Accademia Nazionale di Santa Cecilia bij Ildebrando Pizzetti en Fernando Previtali. Aansluitend ging hij verder studeren aan de Staatliche Musikakadmie in Wenen, waar hij 1956 bij Hans Swarowsky zijn diploma voor orkestdirectie behaalde.
In 1958 werkte hij bij de BRT en realiseerde televisie-uitzendingen van de Wereldtentoonstelling in Brussel. Na verschillende functies werd hij producent en dirigent bij de BRT. Van 1965 tot 1974 was hij eveneens leraar aan het Rijksinstituut voor theater en cultuurverbreiding in Brussel en docent aan de Hogeschool voor audiovisuele communicatie. Als dirigent van verschillende orkesten, waaronder het Belgisch Jeugdorkest, en als initiatiefnemer van speciale televisieproducties, zette hij zich steeds voor jonge musici in.
Hij begon al vroeg te componeren. In 1949 kreeg hij voor zijn eerste pianoconcert de prijs van de stad Oostende. Zijn oeuvre is heel veelzijdig. In 1983 was zijn Vierde Pianoconcerto het verplichte werk van de Internationale Muziekwedstrijd Koningin Elisabeth. Zijn Ostinati was het verplichte werk in de internationale Adolphe Sax Competitie te Dinant (1998). Voor de tv-opera Willem van Saeftinghe ontving hij de Italiaprijs (1964). Voor zijn filmmuziek, Het Sacrament van Hugo Claus en 'L'oeuvre au Noir' van André Delvaux ontving hij de Plateauprijs en voor La Partie d'échecs van Yves Hanchart de George Delerueprijs. In 2006 ontving Devreese de Klara Carrièreprijs.

## Composities

### Werken voor orkest
- 1949 Concerto nr.1 voor piano en orkest, opus 5
- 1951 Concerto voor viool en orkest
- 1952 Concerto nr.2 voor piano en orkest
- 1953 Deux mouvements pour cordes voor strijkorkest
- 1953 Symphonie
- 1956 Mascarade voor orkest
- 1968 Un soir, un train voor orkest
- 1970 Divertimenti per archi voor strijkorkest
- 1973 Belle voor strijkorkest
- 1976 Overture voor orkest
- 1981 Prelude voor orkest
- 1983 Concerto nr.4 voor piano en orkest
- 1984 Benvenuta voor orkest
- 1986 Gemini voor orkest
- 1988 Ballade à Damien voor kinderkoor, mondharmonica en strijkers
- 1988 L'oeuvre au noir voor orkest
- 1989 Valse sacrée voor orkest
- 1994 La partie d'échecs voor strijkorkest en piano
- 1998 Benvenuta voor altsaxofoon, accordeon en strijkorkest
- 1998 Concertino voor cello, bandoneon en strijkorkest
- 1999 Canti voor cello en orkest
- 2002 Mein Name ist Bach voor strijkorkest
- 2003 Variations and theme voor strijkorkest
- 2004 Passage voor orkest
- Berceuse & Finale voor viool en strijkorkest

### Werken voor blaasorkest
- 1986 Overture for band voor harmonieorkest
- 1989 Masque voor brassband
- 1991 Drie dansen voor tien blazers
- 2004 Passage, voor harmonieorkest

### Kamermuziek
- 1970 Suite voor koperkwintet
- 1981 Suite nº2 voor koperkwintet
- 1985 5 Divertimenti voor Saxofoonkwartet
- 2003 James Ensor Suite voor Saxofoonkwartet

### Filmmuziek
- 1966: De man die zijn haar kort liet knippen van André Delvaux
- 1968: De trein der traagheid van André Delvaux
- 1971: Rendez-vous à Bray van André Delvaux
- 1973: Belle van André Delvaux
- 1976: Du bout des lèvres van Jean-Marie Degèsves
- 1983: Benvenuta van André Delvaux
- 1987: Les noces barbares van Marion Hänsel
- 1988: L'oeuvre au noir van André Delvaux
- 1990: Het sacrament van Hugo Claus
- 1992: Il maestro van Marion Hänsel
- 1994: La partie d'échecs van Yves Hanchar
- 2001: Pauline & Paulette van Lieven Debrauwer
- 2003: Mein Name ist Bach van Dominique de Rivaz

## Eerbetoon
- In 1996 werd hem persoonlijke adeldom verleend, met de persoonlijke titel van ridder.
- In 2006 ontving hij de Klara Carrièreprijs
- Hij ontving verschillende prijzen:
  - Italiaprijs,
  - Plateauprijs voor filmmuziek,
  - George Delerue Award.

## Voetnota
1. ↑  Belgisch filmcomponist Frédéric Devreese overleden. Gearchiveerd op 27 september 2022.

- Biblioteca Nacional de España: XX4778430
- Bibliothèque nationale de France: cb13893243c (data)
- CiNii: DA12779939
- Gemeinsame Normdatei: 103789200
- International Standard Name Identifier: 0000 0001 2148 6706
- Library of Congress Control Number: n83152509
- MusicBrainz: 0b80a14b-9615-4e9a-af57-dc4b8bc84a59
- Nationale Bibliotheek van Tsjechië: xx0155079
- Nationale Bibliotheek van Israël: 987007328124605171
- Nederlandse Thesaurus van Auteursnamen: 070493375
- Système universitaire de documentation: 11627199X
- Virtual International Authority File: 117093671
- WorldCat: E39PBJdcv8R9X3WMjd6dC8tVG3